# محمد دانشكار
محمد دانشكار (بالفارسية: محمد دانشگر سنجوانمره) من مواليد 20 كانون الثاني 1994، هو لاعب كرة قدم إيراني يشغل مركز المدافع في صفوف نادي سباهان ضمن دوري المحترفين الإيراني للمحترفين. يُعرف بأسلوبه الدفاعي الحاد والمكثف.

## المسيرة الكروية

### فجر سيباسي
بعد بروزه في بطولة آسيا للشباب تحت 19 عاما 2012، تمت ترقيته إلى الفريق الأول على يد المدرب محمود ياوري. شارك لأول مرة مع نادي فجر سيباسي في مواجهة ضد نادي سباهان خلال موسم الدوري الإيراني للمحترفين 2013–2014، حيث بدأ المباراة كلاعب أساسي.

### نفط طهران
في 27 حزيران 2015، انضم دانشكار إلى نادي نفط طهران بموجب عقد مدته ثلاث سنوات.

### استقلال
وفي 2 حزيران 2018، وقّع دانشكار مع نادي استقلال.

## المسيرة الدولية

### تحت 20
كان ضمن صفوف منتخب إيران تحت 20 عامًا خلال تصفيات بطولة آسيا تحت 19 عامًا 2012، وكأس رابطة الدول المستقلة 2012، وبطولة آسيان تحت 19 عامًا 2012، وبطولة آسيا للشباب تحت 19 عاما 2012.

### تحت 23 عامًا
كما تمت دعوته إلى معسكر تدريبي مع منتخب إيران تحت 23 سنة لكرة القدم من قبل المدرب نيلو فينغادا استعدادًا لبطولة آسيا تحت 22 عامًا في إنشيون عامي 2014 و2016 (التصفيات المؤهلة للألعاب الأولمبية الصيفية). وقد تم اختياره ضمن التشكيلة النهائية لإيران في أولمبياد إنشيون 2014.

### كبير
خاض أول مباراة دولية له مع المنتخب الإيراني ضد بلغاريا بتاريخ 7 أيلول 2023.

## الأوسمة
نفط طهران
- كأس الحزفي : 2016–17

استقلال
- دوري الخليج العربي للمحترفين : 2021–22
- وصيف كأس حازفي : 2019–20 ، 2020–21

سيباهان
- كأس الحزفي : 2023–24
- كأس السوبر الإيراني : 2024

## روابط خارجية
- محمد دانشجار نسخة محفوظة 3 مارس 2016 على موقع واي باك مشين. في الدوري الفارسي
- محمد دانشكار على إنستغرام